# Pseudomixtio parasargi
Pseudomixtio parasargi is een eenoogkreeftjessoort uit de familie van de Lernaeopodidae. De wetenschappelijke naam van de soort is voor het eerst geldig gepubliceerd in 1981 door Roubal.